# Jitrovník
Der Jitrovník (auch Pytlák (= Wilddieb) genannt, deutsch Jüttelberg nach Jutrobog, (wahrscheinlich) dem Gott der Morgenröte (vgl. Jüterbog)., nach neuerer Schreibweise auch Jüttelsberg genannt) ist ein 510 m n.m. hoher Granodioritberg bei Šluknov im Ortsteil Království im Böhmischen Niederland in Nordböhmen (Tschechien). Einer Sage nach soll sich auf dem Berg ein alter Hexentanzplatz befinden. Ein Wanderweg führt von der Bushaltestelle „Království u Šluknova“ (Königswalde) zum Aussichtspunkt.

## Geographie
Am Nordosthang des Berges entspringt das Forellenflössel, im Süden wird er vom Koschelbach umflossen.

## Geschichte

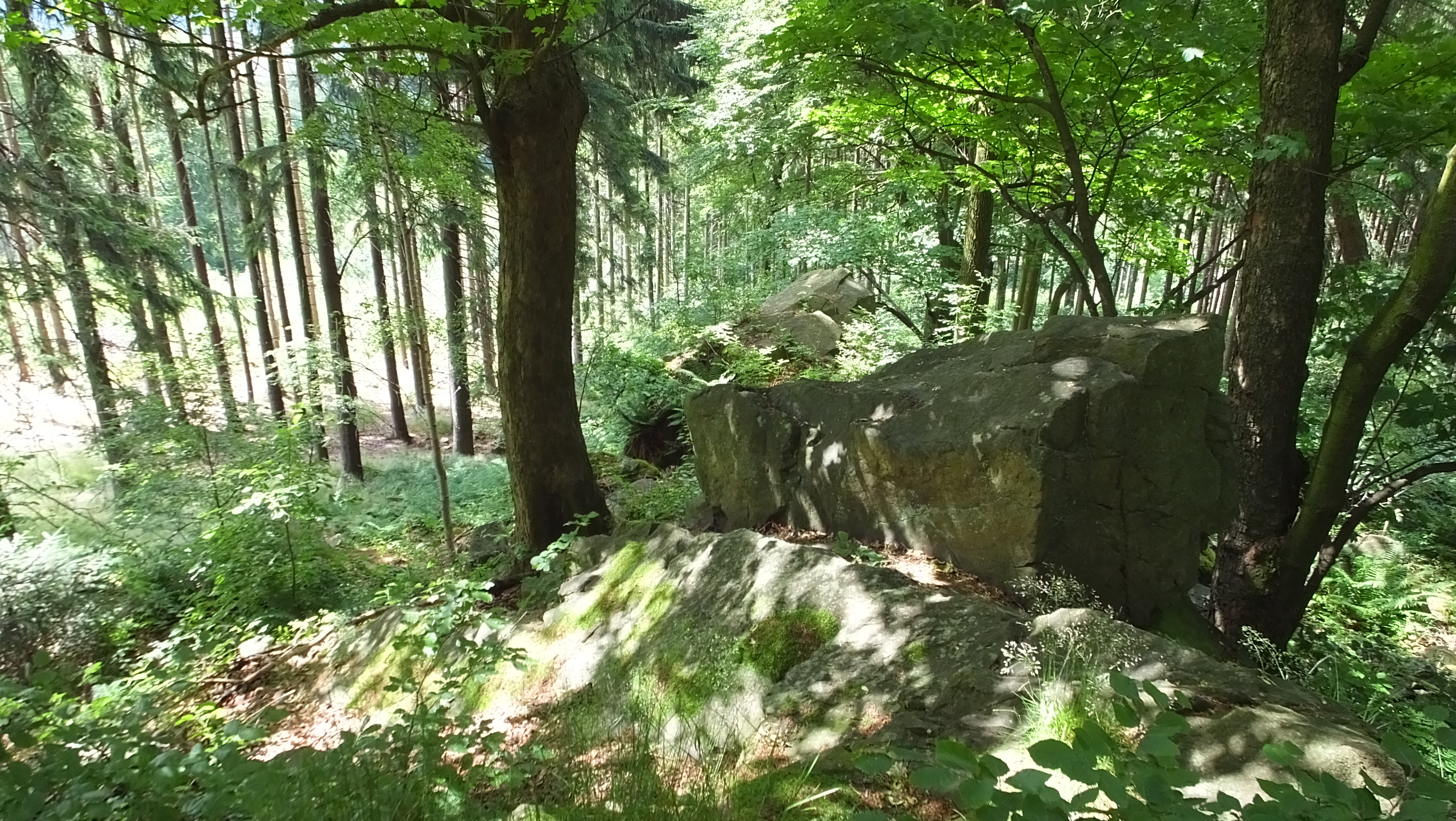
Granitblöcke auf dem Jüttelsberggipfel

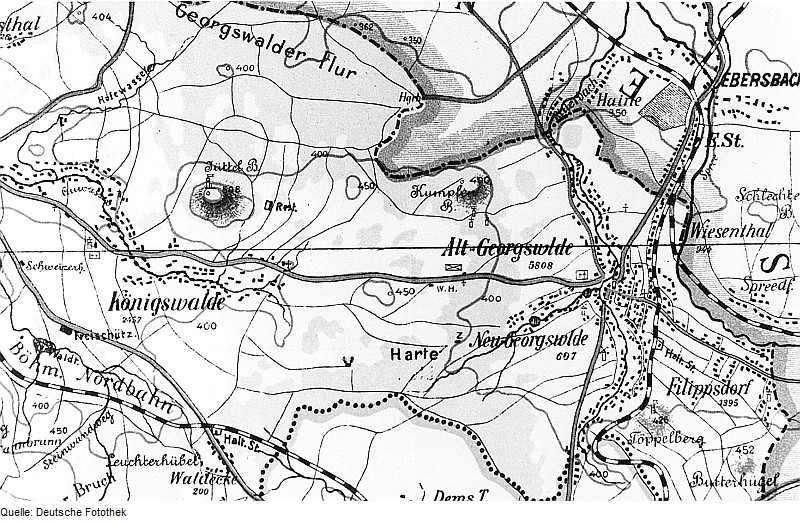
Karte des politischen Bezirkes Schluckenau mit dem Jüttelberg, aus: Heimatkunde Schluckenau, 1898

Johann Vogel errichtete im Jahre 1888 unterhalb des Gipfels am östlichen Berghang eine Ausflugsgaststätte, die im Volksmund „Vogelbaude“ genannt wurde. Auf dem Gipfel entstand durch den Gebirgsverein für das nördlichste Böhmen ein 24 m hoher hölzerner Aussichtsturm. Der Turm fiel aber bereits 1903 wieder zusammen. Von 1962 bis 1990 befand sich in der ehemaligen Gaststätte ein Pionierlager der Firma ZPA Praha, die heute nur noch als Ruine besteht und mit Sträuchern zugewachsen ist.
Seit dem 18. Mai 2002 finden alljährlich zu Pfingsten die Jüttelsberg-Treffen der Bürger der Fünfgemeinde (ein lockeres Bündnis aus Orten beidseits der deutsch-tschechischen Grenze) am Berg statt. Die Willenserklärung der Fünfgemeinde unterzeichneten dort seinerzeit die Bürgermeister der fünf Kommunen Neusalza-Spremberg (Günter Paulik), der damals noch selbständigen Gemeinde Friedersdorf (Spree) (Günter Hamisch) und Oppach (Karl-Heinz David) auf deutscher sowie Jiříkov (Michal Majak)  und Šluknov (Milan Korinek) auf tschechischer Seite. Am 10. Mai 2008 wurden die Gemeinde Sohland (Spree) unter Bürgermeister Matthias Pilz und am 4. November 2011 die Doppelstadt Ebersbach-Neugersdorf unter Bürgermeisterin Verena Hergenröder Mitglieder des kommunalen Verbundes. Im Jahr 2015 führte die Fünfgemeinde im Rahmen ihrer Aktivitäten bereits das 14. Freundschaftstreffen auf dem Jüttelsberg durch.

## Aussicht
Vom Berggipfel selber ist auf Grund des Waldbewuchses keine Aussicht möglich. Unterhalb der bewaldeten Kuppe kann man auf Grund der exponierten Lage weit blicken. Die Aussicht reicht vom Elbsandsteingebirge und Lausitzer Gebirge zum Jeschken und zum Iser- und Riesengebirge. Nach Norden begrenzen die Bergkämme des Lausitzer Berglands in Sachsen den Horizont.